# Yanic Truesdale
Yanic Truesdale, född 1970, är en kanadensisk skådespelare.

## Filmografi (i urval)
- 2000–2007 – Gilmore Girls (TV-serie)
- 2025 – Étoile (TV-serie)